# ماكسيم شاتام
ماكسيم شاتام (بالفرنسية: Maxime Chattam)‏ وماكسيم وليامز هي أسماء مستعارة لماكسيم درووت، وهو روائي فرنسي ولد في 19 فبراير 1976 بهربلاي، فال دواز في فرنسا. وبعد دراسته بعلم الجريمة اتجه إلى كتابة الروايات بوليسية.

## روابط خارجية
- ماكسيم شاتام على موقع IMDb (الإنجليزية)